# كيم ر. جيبسون
كيم ر. جيبسون (بالإنجليزية: Kim R. Gibson)‏ هو قاضي ومحامي أمريكي، ولد في 1948 في ترنتون في الولايات المتحدة.